# Francisco José Olivares
Francisco José Olivares (Rubielos Bajos, Conca, 17 de novembre, 1778 - Salamanca, 2 de setembre, 1854) fou un compositor i organista castellà.
El 1786 assolí una beca en el Col·legi d'Infants de Cor de Sant Josep de la catedral de Conca, regit en aquell temps pel famós mestre de capella Aranaz. El 1793 sortí del col·legi, per continuar els seus estudis musicals al Capítol li donà una plaça d'acòlit en la catedral. Aranaz, en la composició musical, i l'organista José Barrera, foren els seus mestres. El 1795 va fer oposició a la plaça de segon organista, s'aprovaren els seus exercicis nemine discrepante i assolí nou vots.
El 1796 es presentà a Oriola a opositar pel mateix lloc; els jutges li donaren el primer lloc en la censura i el Capítol la plaça. No obstant les noves i brillants oposicions que el 1799 feu a Múrcia per un càrrec igual, romanen a Oriola set anys, on s'ordenà de prevere. Intentava llavors el Capítol de Salamanca establir sobre bones basses l'escola i col·legi de música de la catedral, i acudí en consulta a l'insigne Aranaz, el qual va elegir al seu deixeble Olivares per a tan delicada tasca.
Ni els precs ni les proposicions de millora fets pel Capítol d'Oriola pogueren el que Aranaz, i el juliol de 1803 Olivares es trobava al front del Col·legi d'Infants de Cor de Salamanca. Mentre des d'Oriola arribava a Salamanca, va ocórrer el decés de l'organista d'aquesta catedral Gaspar Vaquero.
Les proves que des del primer moment donà Olivares de les seves facultats pedagògiques i artístiques li feren guanyar el millor concepte i estima, en vista del qual al Capítol salmantí, als vuit mesos d'haver arribat a aquella ciutat, sobre el rectorat dels infants de cor, que desenvolupà fins poc abans de la seva mort, li atorgà sense oposició ni examen de cap mena la plaça d'organista vacant. Fruit d'una visita de tres mesos que li feu el seu mestre Aranaz el 1807, fou un Plan de composición fundamental, que des de llavors li serví per a l'ensenyança.
El 1825 el Capítol de Segòvia l'anomenà, sense oposició, mestre de capella de la seva catedral, títol al que hi renuncià. El 1830 acudí a les oposicions per la mort de José Lidón s'havien convocat per aproveïr el magisteri de la capella reial de Madrid. A aquest concurs si presentaren Andreví i Eslava i altres, aconseguí la plaça l'Andreví, si bé Olivares aconseguí una honrosa qualificació.
Olivares assolí una gran fama i reputació per tot Espanya, i el seu consell i opinió eren cercades tant pels particulars com per les corporacions eclesiàstiques i musicals. Consagrat per sencer a l'art, la seva vida fou una tasca continua en la composició de quaderns de solfeig, versets d'orgue curts i llargs per la salmòdia coral, sonates, adagis i allegros per als seus deixebles, i sobre tot això bon nombre d'obres religioses i profanes, entre elles: dues misses, a 4 i 8 veus amb orquestra, dos misereres curts, Villancets al Santíssim Sagrament, a la Nativitat del Senyor Jesucrist, i d'Innocents, Lamentació primera, feria quinta in Coema Domini, Te Deum, Set paraules de Christ a la Creu, a tres veus i acompanyament de piano, Abradates y Pantea, Escena seria pueta en música por...ofrecida á S. M...para que se cante en el cuarto de su Real Palacio en celebridad del feliz alumbramiento de la Reyna nuestra Señora, (1817) primer a duo i acompanyament de piano i després orquestrada.